# Sole wodorotlenowe
Sole wodorotlenowe (daw. hydroksysole, hydroksosole, sole zasadowe) – sole zawierające oprócz kationu metalu i anionu reszty kwasowej również jon wodorotlenkowy OH−
. Sole te powstają w wyniku reakcji zobojętniania kwasów (w ilości poniżej stechiometrycznej) z zasadami zawierającymi w cząsteczce więcej niż jedną grupę wodorotlenową, czyli wodorotlenkami polihydroksylowymi. Obecność anionów wodorotlenkowych nie zawsze świadczy o zasadowym charakterze soli.

## Nomenklatura
Zgodnie ze współczesną nomenklaturą zalecaną przez Polskie Towarzystwo Chemiczne i Międzynarodową Unię Chemii Czystej i Stosowanej należy stosować dla soli wodorotlenowych taki sam system nazw jak dla soli podwójnych, tj. wymieniać poszczególne aniony w kolejności alfabetycznej (kolejność ta może być niezgodna z kolejnością ligandów we wzorze), np.:
- Mg(OH)Br – bromek wodorotlenek magnezu (daw. hydroksobromek magnezu, hydroksybromek magnezu lub zasadowy bromek magnezu)
- Pb
3(CO
3)
2(OH)
2 lub 2PbCO
3·Pb(OH)
2 – diwęglan diwodorotlenek triołowiu (daw. hydroksowęglan ołowiu[6], hydroksywęglan ołowiu lub zasadowy węglan ołowiu; techn. biel ołowiana)
- Al(OH)Cl
2 – dichlorek wodorotlenek glinu
- Al(OH)
2Cl – chlorek diwodorotlenek glinu
- (CuOH)
2SO
4 lub Cu
2(OH)
2SO
4 – siarczan diwodorotlenek dimiedzi